# Plantago linearis
Plantago linearis är en grobladsväxtart som beskrevs av Carl Sigismund Kunth. Plantago linearis ingår i släktet kämpar, och familjen grobladsväxter.

## Underarter
Arten delas in i följande underarter:
- P. l. lasiophylla
- P. l. leptotricha
- P. l. mexicana